# José Ruiz Huidobro
José Ruiz Huidobro (Madrid, 1802 - Buenos Aires, 1842) fue un militar argentino de origen español peninsular, de larga carrera en las guerras civiles argentinas y en la lucha contra los pueblos originarios.

## Inicios en España y Perú
De origen hidalgo, era sobrino del que fuera gobernador de Montevideo, Pascual Ruiz Huidobro. Se incorporó muy joven al ejército español, en el que tuvo una brillante educación castrense.
Hacia 1819 llegó a América, incorporándose al Batallón Numancia, con el cual hizo algunas campañas en el Virreinato de Nueva Granada, pasando luego al Perú. Tenía el grado de teniente en 1820, cuando el general José de San Martín invadió el Perú, y junto al batallón se pasó a las filas independentistas. Su batallón no participó en combates de importancia durante el resto de la guerra de independencia.

## El fraile Aldao y Facundo Quiroga
En 1822 pidió y obtuvo la baja del servicio militar y se trasladó a Chile, donde residió durante unos años en la villa de Los Andes. De allí pasó la cordillera en 1825 y se estableció en Mendoza. Era un hombre de una gran cultura clásica, y se dedicó al teatro: montaba, dirigía y actuaba en obras clásicas, y la juventud del lugar lo apoyaba con entusiasmo. Tenía un gran prestigio cultural, pero aún no había demostrado dotes militares.
El general José Félix Aldao lo enroló en su ejército provincial hacia 1828. Demostró ser un gran organizador, y participó de la batalla de Pilar, en 1829, en que los federales recuperaron Mendoza. Se unió poco después a las fuerzas con que el caudillo mendocino ayudó a Facundo Quiroga, y con las que fueron derrotados por el general José María Paz en la batalla de La Tablada. Ayudó a reorganizar el ejército federal, y estuvo también en la segunda derrota, en Oncativo. Huyó a Buenos Aires siguiendo a Quiroga.

## Campaña de Quiroga al interior
En la capital, Quiroga se consideraba vencido, mientras Paz tomaba el control de todo el interior. El santafesino Estanislao López era el único líder federal que continuaba la lucha. Pero cuando se enteró de que Lamadrid había saqueado La Rioja, encarcelando y torturando a sus parientes, Quiroga se enfureció y resolvió volver al ataque. El gobernador porteño Juan Manuel de Rosas le entregó un grupo de presos, vagos y gauchos rebeldes, mientras se dirigía con el verdadero ejército de Buenos Aires contra Córdoba.
Atacado de reuma, Facundo se instaló en Pergamino con sus pésimos recursos humanos, que Ruiz Huidobro adiestró y transformó en una verdadera división militar en unas pocas semanas.
Al enterarse de que el coronel unitario Pedernera había sido derrotado por Ángel Pacheco, se lanzó por el sur de Córdoba, sin artillería y con un ejército de novatos, hacia la región de Cuyo, incorporando a sus tropas los soldados de Pedernera, exsoldados de Quiroga que habían sido incorporados a la fuerza al ejército unitario y se habían pasado a Pacheco.
Quiroga, asesorado por Ruiz Huidobro, puso sitio a Río Cuarto y la conquistó; luego entraron en San Luis, derrotaron allí a Juan Pascual Pringles, y a José Videla Castillo en Mendoza.
Mientras Paz caía prisionero en Córdoba, y Lamadrid se retiraba a Tucumán, acompañó a su general hacia el norte, y dirigió una de las alas en la batalla de La Ciudadela, en que Quiroga derrotó al último ejército unitario.

## Contra los ranqueles
Ruiz Huidobro fue puesto al mando de la frontera sur de Córdoba, que estaba gobernada por los hermanos Reynafé, aliados de López. Quiroga no estaba en buenas relaciones con López, especialmente porque consideraba que era a él a quien le tocaba nombrar al gobernador cordobés.
Cuando Rosas dejó la gobernación bonaerense a Juan Ramón Balcarce, organizó enseguida una expedición al desierto. Nombró como comandante general a Quiroga, y se puso a sí mismo como jefe del ejército del este. Al mando de la división oeste estaba Aldao; y al mando del ejército del centro, con 1000 hombres, Ruiz Huidobro. Sus tropas provenían del Ejército de los Andes y eran reforzadas por milicias riojanas y cordobesas. Su objetivo era acabar con Yanquetruz. Al mismo tiempo, el general chileno Manuel Bulnes atacó hacia el sur del otro lado de la cordillera. La columna bonaerense tuvo un gran éxito, pero la mendocina no consiguió nada.
La columna del centro se dirigió hacia el norte de lo que hoy es la provincia de La Pampa. El aristocrático Ruiz Huidobro marchaba en un gran carruaje, con su cocinero propio, libros y sirvientes. El desierto le fue dejando sin caballos, hasta que tuvo noticias de que el cacique Yanquetruz estaba en Limay Mahuida, sobre el río Desaguadero o Salado del Sur. Se desvió entonces al oeste, y junto a las Lagunas Acollaradas tuvo lugar una gran batalla, en que 800 indios ranqueles fueron derrotados por la pericia y decisión de Ruiz Huidobro. El reino de Yanquetruz había terminado, y empezaría el del cacique Painé, aliado de los federales, pero Ruiz Huidobro no pudo avanzar más allá y retrocedió a Río Cuarto.

## Una revolución fracasada
Al llegar a Río Cuarto tuvo un altercado con su subordinado Francisco Reinafé, que utilizó como excusa para "apoyar" una revolución que él mismo había armado contra el gobernador de Córdoba, hermano de aquel. La revolución fracasó y Ruiz Huidobro debió huir a Buenos Aires. Allí fue arrestado por orden de Rosas, que lo sometió a juicio por esa revolución. Fue imputado como chivo expiatorio, para defender a Quiroga, pero tras medio año de complicaciones judiciales fue sobreseído.
Varios meses después, Facundo Quiroga fue asesinado y Ruiz Huidobro se retiró a la vida privada, en una quinta de los alrededores de Buenos Aires.
Falleció en 1842 en Buenos Aires.
La localidad cordobesa de Villa Huidobro lleva ese nombre en su honor.